# ماچ ثورنبرری
ماچ ثورنبرری (به انگلیسی: Mac Thornberry) نمایندهٔ حوزه انتخابیه سیزدهم تگزاس از حزب جمهوری‌خواه ایالات متحده آمریکا در مجلس نمایندگان ایالات متحده آمریکا است که برای نخستین‌بار در ۱۳ ژانویه ۱۹۹۵ میلادی به‌عضویت این مجلس درآمد.